# 沢村真希
沢村 真希（さわむら まき、2月18日 - ）は、日本の女性声優。神奈川県出身。旧名は小沢 雅子（おざわ まさこ）。特技は、声楽、珠算2級。保育士資格を所有。
以前は元氣プロジェクトに所属していた。

## 出演作品

### テレビアニメ
時期不明
- それいけ!アンパンマン（クマ太）

2003年
- 魔法遣いに大切なこと（研修生A）
- E'S OTHERWISE（神龍）

2004年
- 陰陽大戦記（赤ちゃん）
- tactics（子供D、チビ妖怪C）

2005年
- うえきの法則（神補佐、子供D）
- 機動新撰組 萌えよ剣 TV（河童）

### 劇場版アニメ
2005年
- 機動戦士Ζガンダム A New Translation -星を継ぐ者-（ハロ）
- 機動戦士ΖガンダムII A New Translation -恋人たち-（クム）

2006年
- 機動戦士ΖガンダムIII A New Translation -星の鼓動は愛-（クム）

### OVA
- True Love Story Summer Days, and yet...（喫茶店の客）[1]

### ドラマCD
- 法律事務所に恋が咲く

### 舞台
- 思い出色の輪舞（パッタマワン・サリ・ポーウォンモンコン）[1]
- 夢ときどき晴れ。（ケイタ）[1]
- 蒸のいる駅（田中麻美、東京桜組プロデュース公演）[1]